# Quint Juni
Quint Juni (en llatí: Quintus Junius) va ser un polític romà del segle v aC que formava part de la gens Júnia.
L'any 439 aC va ser elegit tribú de la plebs, i durant el seu mandat va incitar el poble contra els assassins d'Espuri Meli.